# 董家院

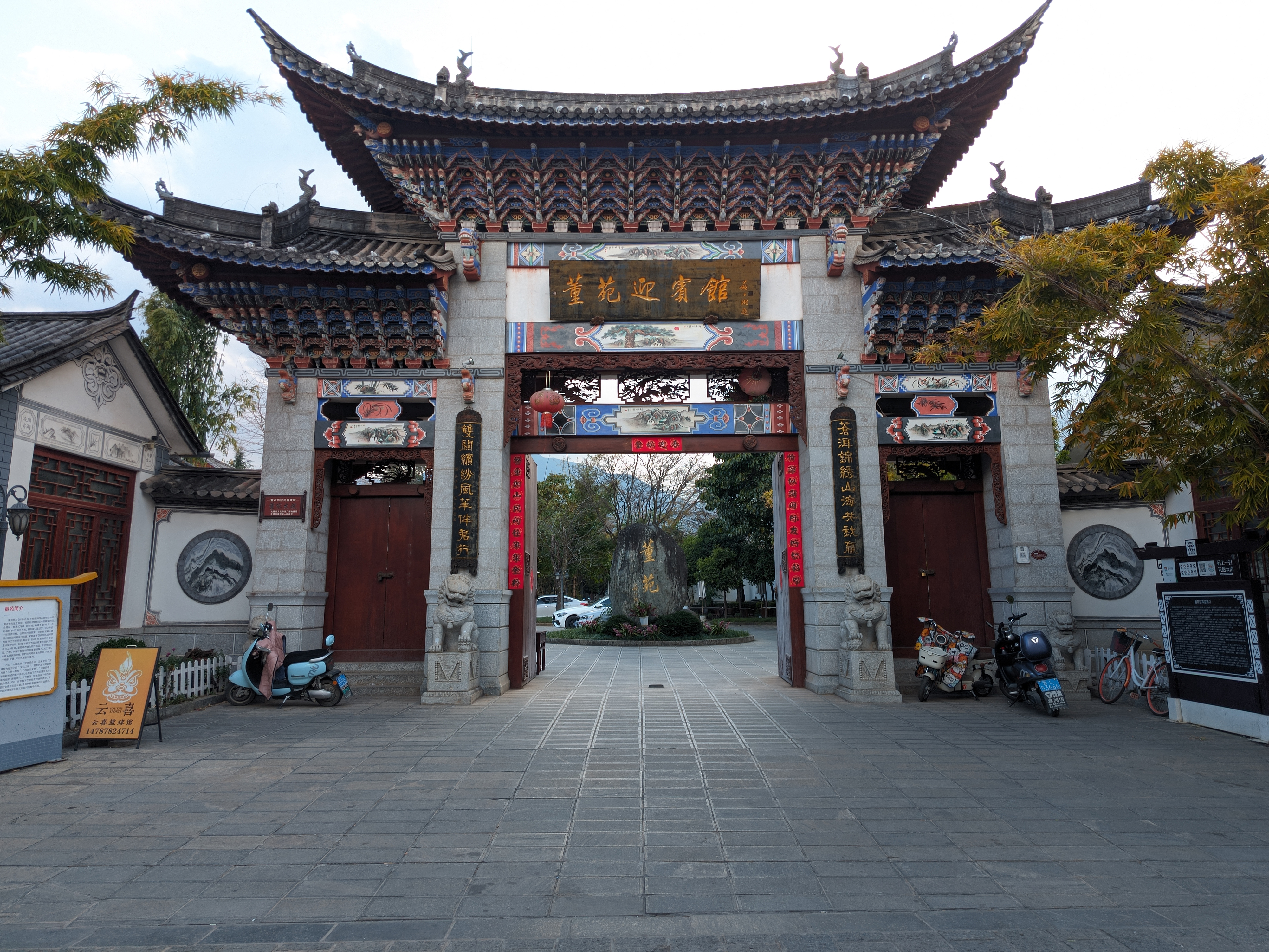
董苑迎宾馆大门

董家大院，又称董澄农大院，位于中国云南省大理市喜洲镇市坪街董苑迎宾馆内，由“锡庆祥”老板董澄农所建，主体建筑包括二进院白族民居，以及法式洋楼“将军楼”，分别始建于1937年、1942年。2001年列为第五批全国重点文物保护单位。

## 历史
董澄农（1890—1945）出生于喜洲，早年辍学从商，凭借敏锐的商业眼光，在个旧锡矿废渣中提炼钨砂出口，迅速积累财富。1937年，事业鼎盛之际，他着手筹建宅院，历时四年建成主体院落，该院的设计、施工、选材等方面均精益求精，甚至在苍山上阳溪开辟有一处大理石场，开采加工建房所需石料。1942年，又在西侧增建法式洋楼；滇西抗战期间，中国远征军司令长官陈诚、第十一集团军总司令宋希濂和副司令黄杰，以及蒋经国等人曾下榻于此，故该洋楼又被称为“将军楼”。
1953年土地改革时，董家大院被没收，划归中国人民解放军第六十医院（现第七十五集团军医院）使用。1986年，为发展旅游业，部队将其移交大理市人民政府。1987年改建为田庄宾馆，隶属于大理市旅游局。1987年12月21日，作为喜洲白族民居建筑群之一公布为第三批云南省文物保护单位；2001年6月25日，作为喜洲白族古建筑群之一公布为第五批全国重点文物保护单位。2003年，大理州、大理市政府进行全面修复，并征地6.33亩，扩建园林、增设设施，建设为“董苑迎宾馆”，工程总投资2000多万元。

## 建筑
董家大院占地面积6742平方米，建筑面积约3814平方米，分东西两组建筑。东侧为白族传统民居，坐西朝东，采用“三坊一照壁”与“四合五天井”组合的一进两院格局，梁架为抬梁式和穿斗式相结合，土木结构硬山顶屋面。大门楼设于东北角，采用传统飞檐串角式三滴水造型。